# Julia Beck
Pour les articles homonymes, voir Beck.
Julia Beck, née le 20 décembre 1853 à Stockholm et morte le 21 septembre 1935 à Versailles (Seine-et-Oise), est une peintre suédoise. En rupture avec le classicisme de l'Académie suédoise des arts, elle vit et travaille en France, et est un des membres principaux de la colonie artistique internationale de Grez-sur-Loing. De 1880 à 1928, elle expose des portraits et surtout des paysages impressionnistes à l'atmosphère singulière.

## Biographie

### Enfance suédoise et formation

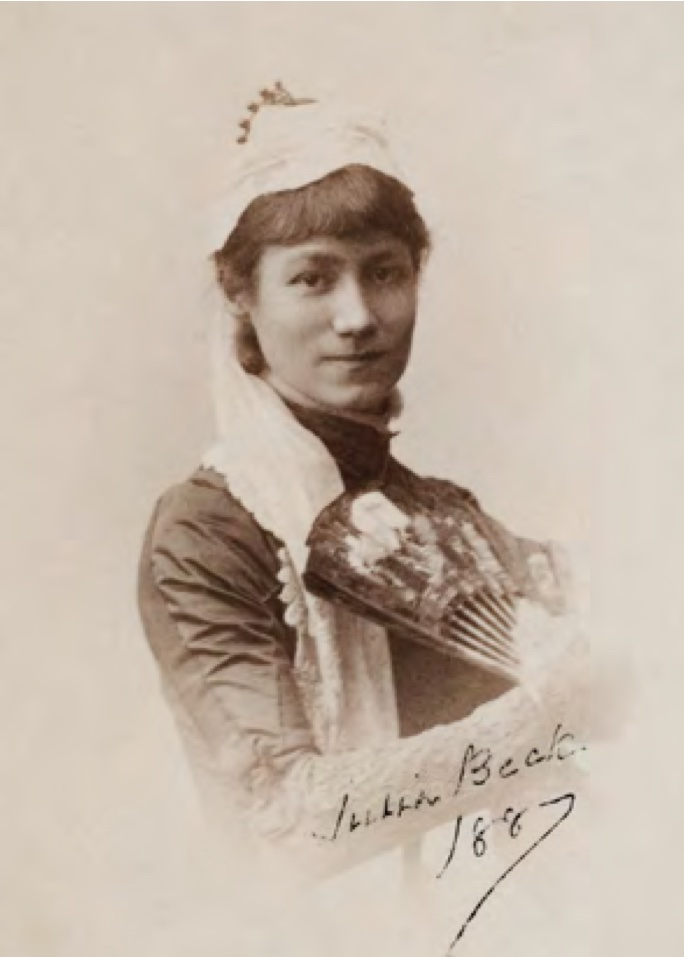
Julia Beck en 1887.

Julia Augusta Lovisa Beck naît à Stockholm en 1853, de Julia Carlsson et de Franz Beck (sv), d'origine allemande, relieur et libraire qui la forme à la calligraphie. Elle travaille au sein de la librairie à l'illustration d'ouvrages et de diplômes et est élève à l'école d'artisanat de Stockholm. Tandis que son frère reprend la librairie, elle intègre, malgré la réticence initiale de son père qui soutiendra pourtant ensuite sa carrière, l'Académie royale des arts de Suède (1872–1878), qui permet un cursus gratuit de cinq ans, et est l'une des premières en Europe, à partir de 1864, à accepter des étudiantes. Cependant l'enseignement y consiste essentiellement en travail de copies de grands maîtres. Elle y a pour professeurs Boklund, Rosen, Wallander (en) et Malmström ; pour collègues Bergh, Zorn, Lindman (sv), Kreuger (en), etc., et, pour les rares femmes, Jenny Nyström. Les enseignements sont séparés pour les hommes et les femmes, mais les étudiants se retrouvent dans un club, dans la création duquel Julia Beck et Julia Strömberg (sv) ont un rôle important. Elle fait partie, avec Signe Sohlman (sv), Hugo Birger Pettersson et Hugo Hörlin (sv), du comité éditorial du journal des étudiants, Palett-Skrap (sv) ("Le grattoir à palette"), qui publie de 1877 à 1904 des informations, de la poésie et des dessins (dont ceux de Carl Larsson). Les étudiants militent pour tenter de réformer l'Académie, Beck organise avec certains de ses condisciples des excursions autour de Stockholm pour peindre sur le motif. Une grande partie de ce cercle d'amis décide cependant de s'expatrier en France vers 1878.
Julia Beck rejoint Paris et passera la plus grande partie de sa vie en France. Elle partage d'abord un atelier avec Harriet Backer, Hildegard Thorell (en), Elisabeth Keyser (en) et Anna Munthe-Norstedt (en). Elle entre à l'école privée pour femmes de Madame Trélat de Vigny, où Léon Bonnat forme ses élèves aux portraits selon Rembrandt et Vélazquez. Elle est admise au Salon en 1880 (avec son autoportrait et des paysages). Elle intègre l'Académie Colarossi et l'Académie Julian (1881–1884), où elle reçoit l'enseignement de Jean-Léon Gérôme puis d'Alfred Stevens, dont elle admire la palette colorée,,,,,.

### La colonie internationale de Grez-sur-Loing

Portrait de Julia Beck par Richard Bergh, 1882, Nationalmuseum.

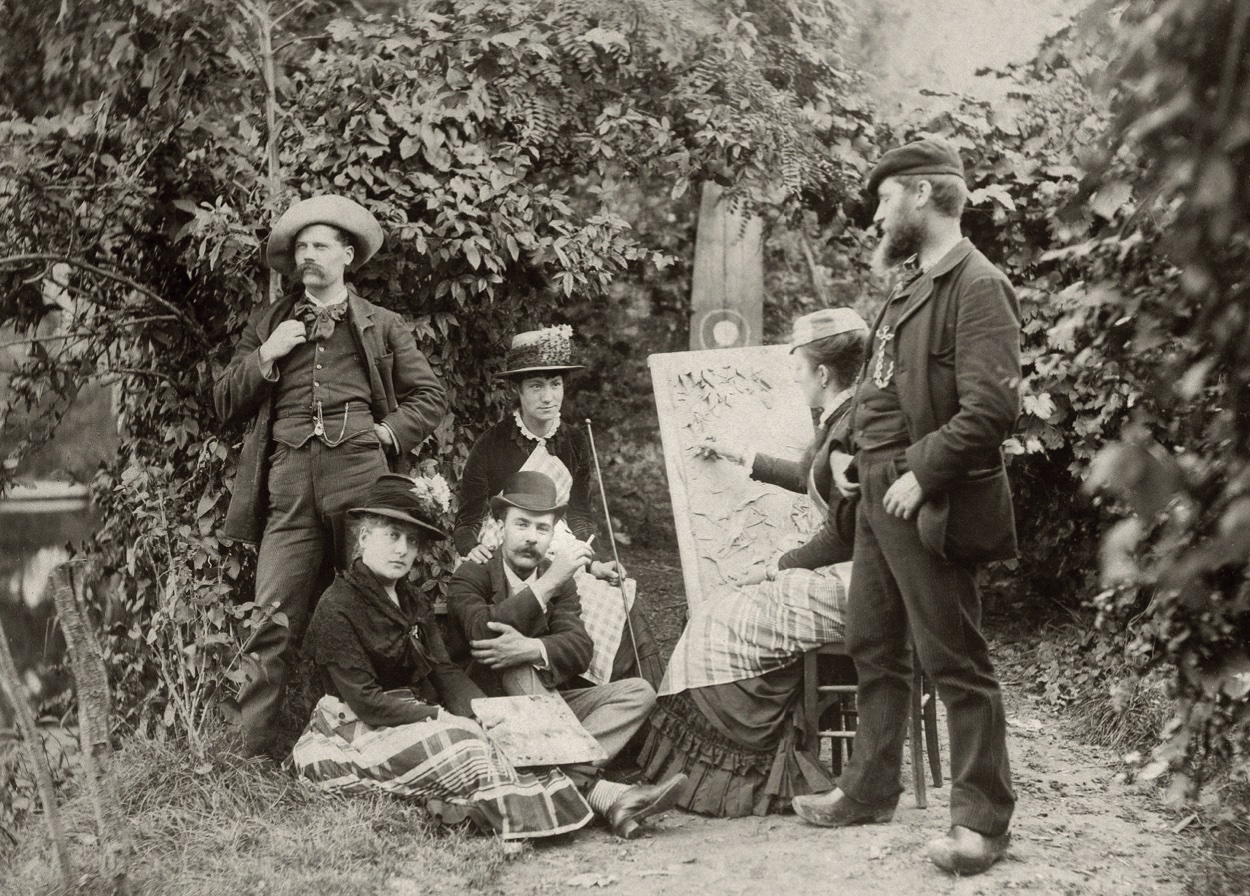
Grez-sur-Loing, 1883. De gauche à droite, Karl Nordström, Gerda Rydberg Tirén, Richard Bergh, Julia Beck, Carolina Benedicks-Bruce au chevalet, Nils Kreuger. Archive Fondation Brucebo, Visby.

Elle passe l'été 1881 avec Karin Bergöö en Suède. Elle rejoint Paris en mai 1882, puis s'installe à la Colonie internationale d'artistes de Grez-sur-Loing, proche de Fontainebleau,,,. Une centaine de jeunes peintres scandinaves, mais aussi japonais, britanniques ou des États-Unis, venus étudier dans les ateliers parisiens, s'y retrouvent alors afin de peindre sur le motif. Outre l'environnement naturel exceptionnel, la colonie de Grez assure l'émulation artistique et les interactions sociales dont Julia Beck et les femmes artistes, qui deviennent nombreuses à vouloir exister professionnellement à Paris, ont besoin. Elle y peint les reflets d'eau des étangs dans une palette de gris romantique qui reflète la végétation, et travaille les variations de lumière au fil du jour et de l'année. Elle est une des rares artistes à résider à demeure au village, même l'hiver, ne se rendant qu'occasionnellement à Paris. Richard Bergh fait le portrait de Julia Beck, et cette dernière celui du peintre animalier Georg Arsenius, en 1882,. En 1884, Carl Larsson épouse l'amie de Julia Beck, Karin Bergöö, qu'il a rencontrée à Grez. Beck fréquente, comme de nombreux scandinaves, la station balnéaire de Carolles.

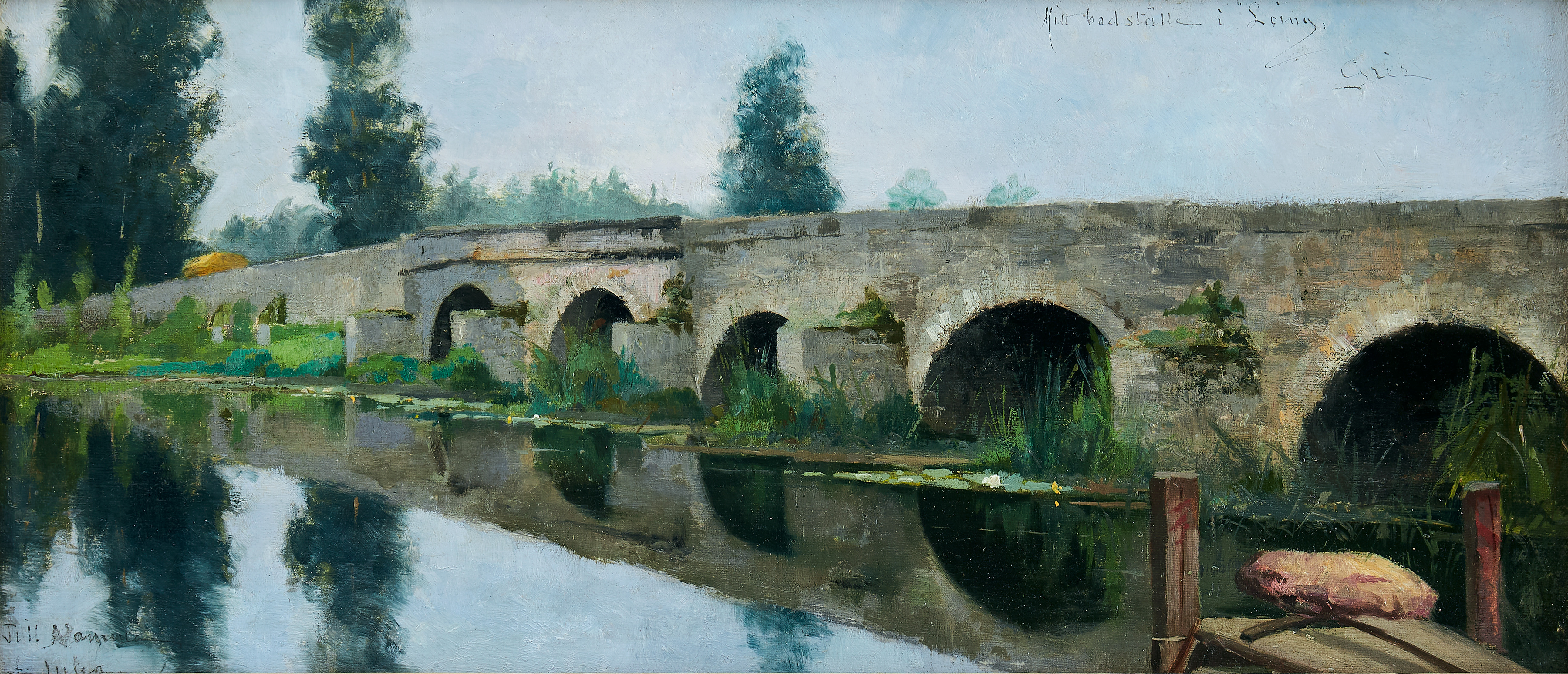
Julia Beck, Le pont de Grez, 1885, huile sur toile marouflée sur panneau.

Richard Bergh, Portrait de Julia Beck, 1887.

### Les Opposants
En 1884, elle reçoit une mention honorable à la Société des amis des arts de Seine-et-Oise à Versailles. En 1885, elle voyage en Suède, offre à sa mère Le pont de Grez, et avec un groupe de quatre-vingt-quatre artistes suédois, les Opposants (en)(Opponenterna), qui contestent les méthodes d'enseignement de l'académie royale suédoise, signe une pétition demandant sa modernisation, et prônant le travail en plein air, des facilités d'expositions et des bourses de travail,. Ce projet de réformes est rejeté ; les Opposants organisent la même année la première exposition Sur les rives de la Seine, qui propose au public suédois des oeuvres des artistes exilés. Julia Beck réalise en septembre 1886 dans le Värmland un portrait de Cecilia Lewenhaupt, future dame de compagnie de la reine de Suède. Elle revient en France en 1887. Après le décès de son père en 1888, elle doit abandonner l'atelier parisien, où elle réalisait des portraits, et se consacre essentiellement au paysage ; elle est dès lors dans une situation financière souvent précaire. Elle se met aussi à travailler à l'aquarelle. Elle réalise cette même année 1888 son tableau Le dernier rayon du couchant (sur la rivière Risle à Beaumont-le-Roger en Normandie). Elle s'installe, toujours en 1888, à Vaucresson, alors que beaucoup de ses compatriotes sont rentrés en Suède, et y travaille beaucoup, même si « l'hiver est très sévère et la couleur gèle sur la palette ». Elle y peint en particulier les étangs de Corot (Saint-Cucufa dans la forêt de Malmaison, l'étang de Villeneuve et l'étang Neuf). Elle y enseigne et propose des cours de peinture sur le motif. Sa mère meurt en 1889.

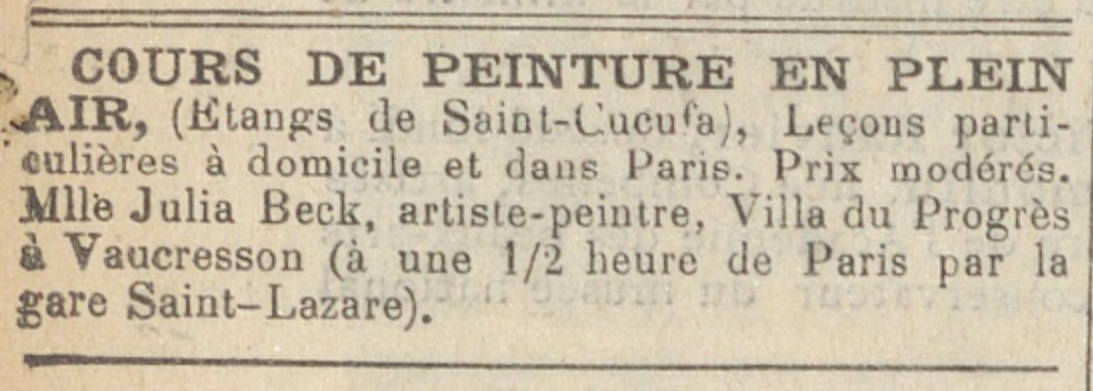
Annonce dans Le journal des artistes, 1896.

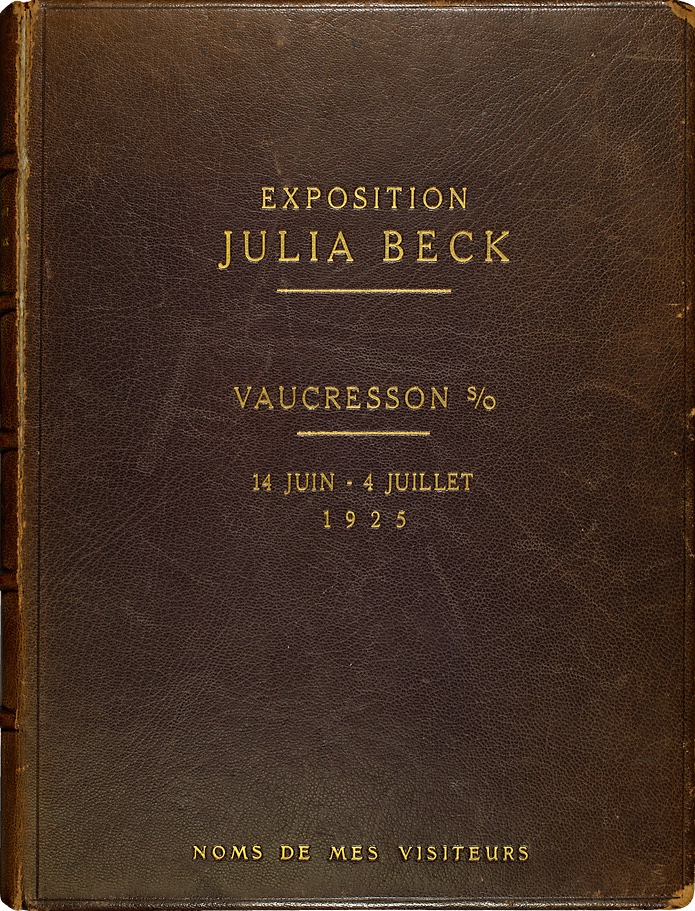
Livre d'or de l'exposition Julia Beck à Vaucresson, 1925.

### Vaucresson. Les salons
Elle expose au Salon jusqu'en 1901 au moins,. Elle accroche de 1891 à 1928 à l'Union des femmes peintres et sculpteurs ; Félix Faure et sa fille y louent son travail en 1896, et elle reçoit le 2e prix de l'Union en 1898 pour ses envois de paysages,. Dans les années 1890, elle expose avec des artistes impressionnistes et symbolistes à la Galerie Le Barc de Boutteville. Sa pratique de l'enluminure lui apporte un complément de revenus ; elle est à l'Exposition des Arts de la femme en 1892 au Palais de l'Industrie avec Crépuscule à Saint-Cucufa mais aussi Pages de missel ; en 1893, elle devient membre de la Société des miniaturistes et enlumineurs français, et est invitée à ce titre à l'Exposition de Chicago, où elle reçoit une médaille. En 1893, 1896 et 1905, elle accroche au salon de la Société nationale des beaux-arts. Alors qu'en 1889 elle a participé au pavillon suédois à l'Exposition universelle, en 1900 pour l'Exposition internationale à Paris, la Suède ne l'autorise pas à exposer, lui reprochant son expatriation et l'absence de thèmes nationaux traditionnels dans sa peinture,,. De 1900 (Bise d'hiver) à 1902, elle expose avec Les XII à la Bodinière, un groupe d'artistes femmes de différentes nationalités, expérience notable à l'époque, et elle en est une des artistes les plus modernistes,. Elle réalise des expositions particulières à la Galerie La Française, 49 rue Laffitte en 1907 (une cinquantaine d'œuvres « d'où émane une intense poésie ») et 1909,. Elle tient alors atelier au 4 rue Saint Roch (1er arrondissement). En 1908, la reine de Suède, en déplacement à Paris, lui achète deux éventails. Elle est à l'exposition des pastellistes en 1910 ; en 1910 et 1913 (avec Olga Boznańska, Marguerite Cahun, Berthe Cazun, etc.), elle expose avec Les Unes internationales. En 1925, elle organise une grande exposition particulière à Vaucresson, avant de se rendre en 1926 à Stockholm ; elle expose Stockholm five o'clock au salon de l'Union en 1928.
Elle est faite officier d'Académie en 1904, officier de l'Instruction publique en 1925, et chevalier de la Légion d'honneur en 1934,. En 1928, l'État français fait l'acquisition de Soirée d'avril (« une nouvelle très gratifiante et importante pour moi »),. Souhaitant avoir une postérité en Suède, elle fait don en 1930 de son autoportrait de 1880 à l'Académie royale de Suède, et déclare en 1934 regretter d'avoir pris part au mouvement des Opposants. Elle dira, quand on lui demandera pourquoi elle ne s'est jamais réinstallée à Stockholm : « En Suède, je n’ai jamais pu apprendre à peindre le soleil — il est si difficile à voir, l'air est clair, oui, mais en Normandie, l'atmosphère est brumeuse et là, je pouvais voir le soleil scintiller dans la brume et sur la mer ».
En 1932, alors que la colonie scandinave est partie depuis plus de trente ans et que nombre de ses anciens membres sont décédés, elle fait un séjour à Fontainebleau et à Grez, « où j'ai rêvé ma vie il y a 50 ans. J'ai aperçu au loin ma grande et belle chambre avec son balcon baigné de vin doux et sa vue sur la rivière. (Tous) sont partis (…) et Julia arrive comme si elle avait vécu à nouveau au même âge. Il y a quelque chose d'incroyablement étrange derrière tout cela. La seule de toute la famille Chevillon, Berthe, était là et elle a crié de joie en disant : « Julia Beck, après 50 ans". (…) assise au bord de la rivière sur la même petite pierre où j'avais lavé mes pinceaux, je pensais que c'était le même roseau qui flottait là où j'avais longtemps nagé. J'ai repeint le vieux pont romain et j'ai ressenti un bonheur indescriptible (…). J'ai peint une très belle aquarelle du palais de Fontainebleau avec son reflet dans l'étang aux carpes. J'avais un petit oiseau à côté de moi — et un rat. Souvenirs envolés de la grandeur ».
En septembre 1935, alors qu'elle travaille toujours à des motifs de plein air, Julia Beck doit être transportée à l'hôpital de Versailles pour être soignée contre la grippe. Quelques jours après, une hémorragie cérébrale se déclare et son état se détériore,. Elle meurt à l'hôpital Richaud le 21 septembre 1935 à Versailles à l'âge de 81 ans,.

### Effacement et redécouverte
Malgré son succès auprès du public et de la critique lors de ses expositions parisiennes, et sa reconnaissance par l'État français, elle tombe dans l'oubli en France. Son expatriation et sa participation à la fronde contre l'académie royale suédoise contribuent à sa faible notoriété initiale dans son pays natal. Elle est souvent citée de son vivant dans la presse suédoise, mais son évolution stylistique y est désapprouvée par la critique conservatrice, qui la considère par ailleurs comme une « radicale » du groupe des Opposants. Sa production de paysages est abondante mais sera dispersée. Julia Beck sera redécouverte à la fin du XXe siècle,. Si Jeune femme assise n'est vendue que l'équivalent de 2 700 € en 1982, et son portrait de Cecilia Lewenhaupt environ 6 900 € en 2019 chez Bukowskis à Stockholm, le prix de ses paysages s'envole : Jardin potager part pour près de 26 000 € en 1986, puis ses Nénuphars (vers 1905) sont adjugés plus de 100 000 € en 2009, et L'Étang Saint-Cucufa, près Vaucresson (vers 1905) atteint fin 2014 les 150 000 € chez Bukowskis,. Nénuphars sur l'étang (vers 1905) est vendu plus de 80 000 € en 2012 à l'Hôtel des ventes de Belfort ; Paysage à Vaucresson (1892) part à 24 000 € chez Drouot en 2022.

## Œuvre: des portraits académiques vers le plein air et l'impressionnisme

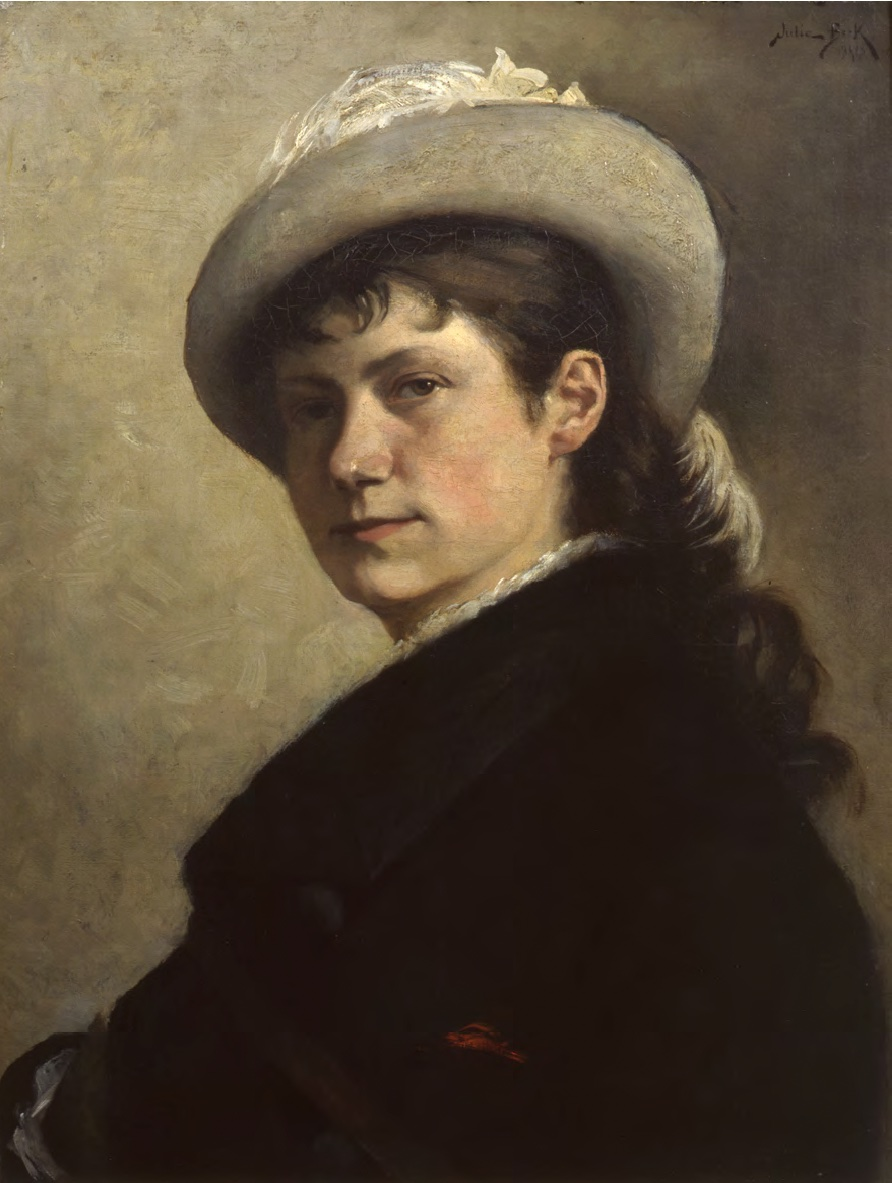
Autoportrait, Salon des artistes français, 1880.

Son autoportrait de 1880, qui l'introduit dans la communauté artistique en France, est marqué par l'académisme et les maîtres classiques. C'est un trois-quart de type baroque dans une palette brunâtre, où l'artiste se représente, décidée, vêtue d'un manteau noir de voyage plutôt masculin,. Ses portraits ultérieurs évoluent, toujours dans des études psychologiques fortes ou transparait la complicité de Julia Beck avec son modèle, mais dans une palette et une touche aux accents impressionnistes, comme pour Portrait de la mère Morot en 1883,.
Julia Beck va se consacrer majoritairement au plein air. Avec le peintre belge Alfred Stevens elle a adopté une palette de couleurs plus légères, et elle utilise pour ses paysages des tons fugaces et des touches lâches, mais aussi, pour ses roseaux, une approche calligraphique. Influencée par le naturalisme de Jules Bastien-Lepage et par Corot, elle intègre les courants artistiques modernes, le naturalisme, le japonisme et l'impressionnisme. Elle travaille « la magie des lieux désolés, des lumières incertaines (…), de l'air opaque des premières lueurs violacées aux brumes blanchâtres évanescentes, comme des reflets argentés sur les eaux dormantes »,. Ses tableaux se caractérisent par la hauteur de leur ligne d'horizon et, souvent, un format vertical à la japonaise. Dans Le dernier rayon du couchant (1888), les contours du paysage et de la rivière disparaissent en impressions délicates. Elle rend une impression atmosphérique des rivières, des lacs et, 10 ans avant Monet, utilise le thème des nénuphars, en touches qui viennent arranger les reflets de lumière,,. À la fin des années 1880, la critique suédoise évoque « l'atmosphère grisâtre prétentieuse, épidémie des artistes de la colonie de Grez » puis « le manque de vérité de ce style impressionniste » mais Carl Rupert Nyblom (sv) doit admettre, croyant critiquer le travail de l'artiste, qu'elle « perçoit dans la couleur bien plus de nuances qu'un œil sain ne peut en percevoir. Et, finalement, pris d'une véritable manie, ou d'une sorte d'auto-désorientation, (elle) projette une pluie de couleurs prismatiquement brisées sur les sujets, qui s'enflamment ainsi littéralement, tout cela avec le souci de les représenter dans toute leur splendeur de vie, de puissance et de couleur ».

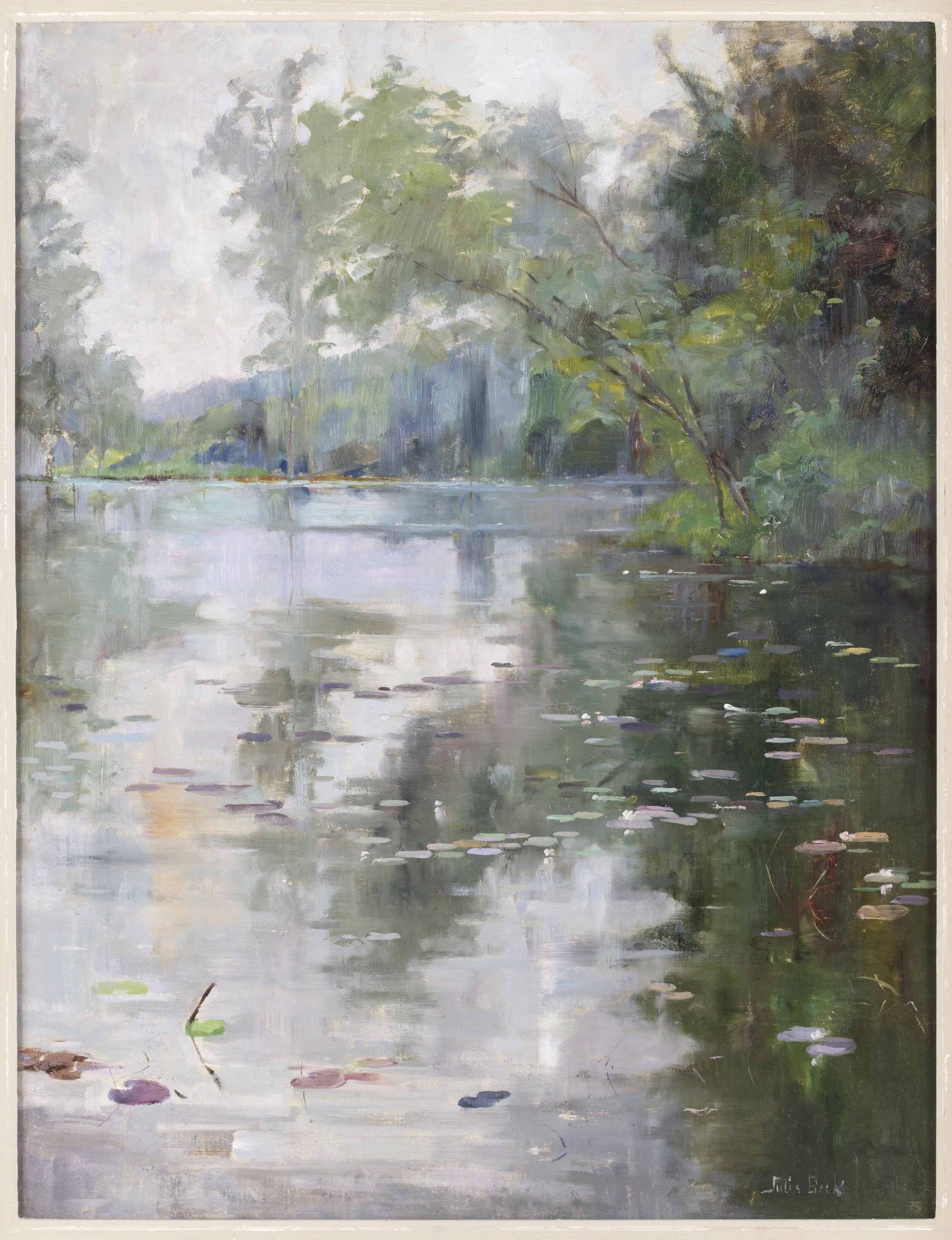
Nénuphars, huile sur toile, vers 1888.

Les paysages de Julia Beck évoluent en tableaux ensorcelants, sauvages, mystérieux, tels Brumes d'automne et Silence en 1896. Pour le Journal des artistes en 1903, « l'impressionnisme a toujours dans Mlle Julia Beck une servante fidèle. Nous parlons bien entendu d'un impressionnisme très mesuré, très fin surtout (…) ; de chacune de ces solitudes, très modestes pourtant, mais peintes très finement d'un pinceau délicat qui excelle dans les tons clairs, elle réussit en effet à réaliser des impressions exquises ». On lui attribue cependant parfois « une étonnante fadeur de chromos ». En 1907, la critique Claire Gérard dit de ses œuvres, à l'Union : « N'oublions pas Mlle Julia Beck et ses toiles d'un charme presque mystique. Quel est ce Coin abandonné, peut-être conçu en rêve, où s'enchevêtrent les lianes et des fils de la Vierge si ténus qu'on dirait une vapeur impalpable, — dominé par une de ces nuits bleues du Nord, qu'éclairent des étoiles plus brillantes que les nôtres ? On sent planer l'âme de Séraphita-Séraphitus et la pensée de Swedenborg ».

## Œuvres exposées

### Salon des artistes français
- 1880 : Portrait de Mme V. S… ; Portrait de Mlle J. B… (autoportrait)[48]
- 1883 : Étude ; Portrait
- 1884 : La mare aux corbeaux ; Dans le bois
- 1885 : Matinée d'hiver
- 1901 : Rêverie[27]

### Salon de l'Union des femmes peintres et sculpteurs
- 1891 : Printemps[56]
- 1892 : Soir à l'étang ; Sous-bois (Vaucresson)[57]
- 1894 : Portrait de Mme Bogelot[58]
- 1896 : Rêverie, Lutte, Les rameurs et Brume d'automne[59]
- 1897 : L'eau qui dort ; Temps gris ; Orage[60]
- 1898 : Lever de Soleil ; Solitude ; Pluie d'avril[61]
- 1899 : Un soir de Septembre ; Au bord de l'Étang ; Crépuscule ; Printemps ; Sous-bois ; … (sept tableaux)[62]
- 1901 : Tombée du jour et Brume[63]
- 1902 : Octobre, Décembre et Quai Sainte Catherine (Honfleur)[64]
- 1903 : Motifs de Trianon (éventail)[65]
- 1904 : Page d'automne[66]
- 1905 : Décembre et Le vieux pressoir[25]
- 1906 : Rivière du moulin ; Nuit d'Octobre ; Crépuscule ; Beaumont-le-Roger[67]
- 1907 : Coin abandonné ; Maison normande[68]
- 1908 : Ancien jardin des Moines[25]
- 1916 : intérieurs d'églises[69]
- 1928 : Soirée d'avril chez le Prince Eugène, peinture (achat par l'État)[70]

### Salon de la Société nationale des Beaux-Arts
- 1893 : Fin de journée[71]
- 1896 : Brumes d'automne
- 1905 : Novembre

### Autres expositions
- Göteborg, 1881 : Autoportrait[14]
- Exposition de la Société des amis des arts de Seine-et-Oise à Versailles en 1884 : Tête de moine ; Effet de temps gris sur le Loing (Seine-et-Marne) (mention honorable)[72],[20]
- Exposition universelle de 1889 pour la Suède : La mare des saules, crépuscule d'hiver, Normandie et Soirée d'été à Flamanville, Normandie[30]
- Exposition des Arts de la femme au Palais de l'Industrie en 1892 : Crépuscule à Saint-Cucufa ; Pages de missel[29]
- Exposition de la Société des amis des arts de Seine-et-Oise à Versailles en 1894 : Fin de journée (paysage) et Portrait de Mme Isabelle Bogelot (directrice de l'Œuvre des libérées de Saint-Lazare)[73]
- Les XII à la Bodinière en 1900 : Bise d'hiver[31]
- Salon international des arts en 1908 : Le givre[25]

## Œuvres dans les collections publiques
- États-Unis

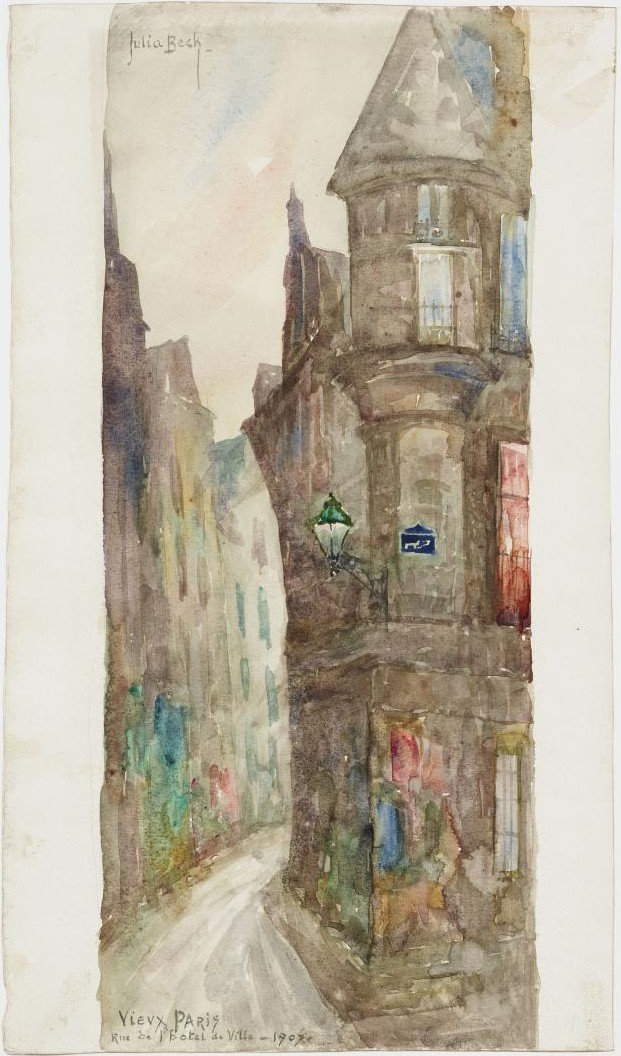
La rue de l'Hôtel de ville en 1907, aquarelle, musée Carnavalet.

  - Milwaukee, Milwaukee Art Museum : Nénuphars, huile sur toile, 46 × 55 cm, vers 1890[74],[52].
- France
  - Paris :
    - École militaire (dépôt en 1930) : Soirée d'avril chez le Prince Eugène, peinture 61 × 44 cm, achat à l'artiste au salon de l'Union des femmes peintres et sculpteurs, 1928, CNAP[70].
    - Musée Carnavalet : La rue de l'Hôtel de ville en 1907, aquarelle, 38,5 × 22,8 cm, don de Gaston Brière[75].
- Suède
  - Göteborg, musée Röhss[76].
  - Norrköping, Konstmuseum (sv)[76] : Hôtel Laurent, vue depuis Grez, huile sur panneau, 33,5 × 19,5 cm, 1885[77].
  - Stockholm :
    - Nationalmuseum :
      - Portrait de Gerda Tirén (en) (née Rydberg) (1858-1928), huile sur carton, 60,5 × 48,7 cm, 1881[78] ;
      - Jour d'automne, huile sur toile, 77 × 107,5 cm, 1883[79],[17] ;
      - Bottes de foin au clair de lune, huile sur toile, 46 × 36 cm, 1885[80] ;
      - Le dernier rayon de soleil, huile sur toile, 50 × 100 cm, 1888[81] ;
      - L'étang de Saint-Cucufa, huile sur toile, 31 × 65 cm[82] ;
      - Georg Arsenius (en) (1855-1908), artiste, huile sur panneau, 37 × 27,5 cm[83] ;
      - 183 dessins réalisés à l'académie suédoise des beaux-arts[84].

    - Waldemarsudde (en) :
      - Paysage de parc, France (Parc de la Saussaye), aquarelle, 24 × 66 cm, 1910[85] ;
      - Motif de parc, aquarelle, 84 × 41 cm, 1910[86] ;
      - Cathédrale de Rouen, aquarelle, 40 × 58 cm, 1912[87] ;
      - Motif de Waldemarsudde, huile sur toile, 32 × 73 cm, 1921[88].

## Expositions rétrospectives
- Liljevalchs konsthall, Stockholm, 1988 : Exposition Elles sont allées à Paris : les femmes artistes nordiques dans les années 1880[89].
- Académie royale suédoise des Beaux-Arts, Stockholm, 1997 : D'Amalia Lindegren à Julia Beck : Les femmes artistes à l'académie des beaux-arts de Suède 1847-1892[90].
- Nationalmuseum, Stockholm, 2011 : Exposition The four Seasons[91].
- Le musée Zorn de Mora (Suède) consacre une première exposition monographique à Julia Beck en 2012[11], centrée sur ses paysages des années 1880, dont Le pont de pierre, Le canal en été (1883) et La pension Laurent (1885) à Grez-sur-Loing[92].
- Sven-Harrys Konstmuseum (en), Stockholm, 2013 : Exposition Julia Beck (22 œuvres déjà présentées au musée Zorn (en) en 2012, et nombreuses autres huiles et aquarelles)[51].
- Académie royale suédoise des Beaux-Arts, Stockholm, 2013 : Exposition Carl Larsson, amis et ennemis[93].
- Musée Toulouse-Lautrec, Albi, 2016 : Exposition de Lumière et de Silence Peintres scandinaves Fin XIXe – début XXe siècle[94].
- Waldemarsudde (en), Stockholm, 2016 : Exposition La Magie de la Lumière - Peinture en plein air de la fin du XIXe siècle[95],[96].
- Waldemarsudde, Stockholm, 2019 : Expositions Rencontres avec les Nordiques (sept œuvres) et Grez-sur-Loing – Art et Relations (onze œuvres)[97],[98].
- Bonniers Konsthall (sv), Stockholm, 2020 : Exposition The Trees, Light Green : Landscape Painting - Past and Present[99].
- Waldemarsudde, Stockholm, 2021-2022 : Exposition A Room of One’s Own – The Role of the Artist in the Late Nineteenth Century[100].
- Statens Museum for Kunst, Copenhague, 2024 : Exposition Against All Odds – Historical Women and New Algorithms[101].
- Exposition virtuelle des musées de France : Les femmes artistes sortent de leur réserve[102].

## Galerie

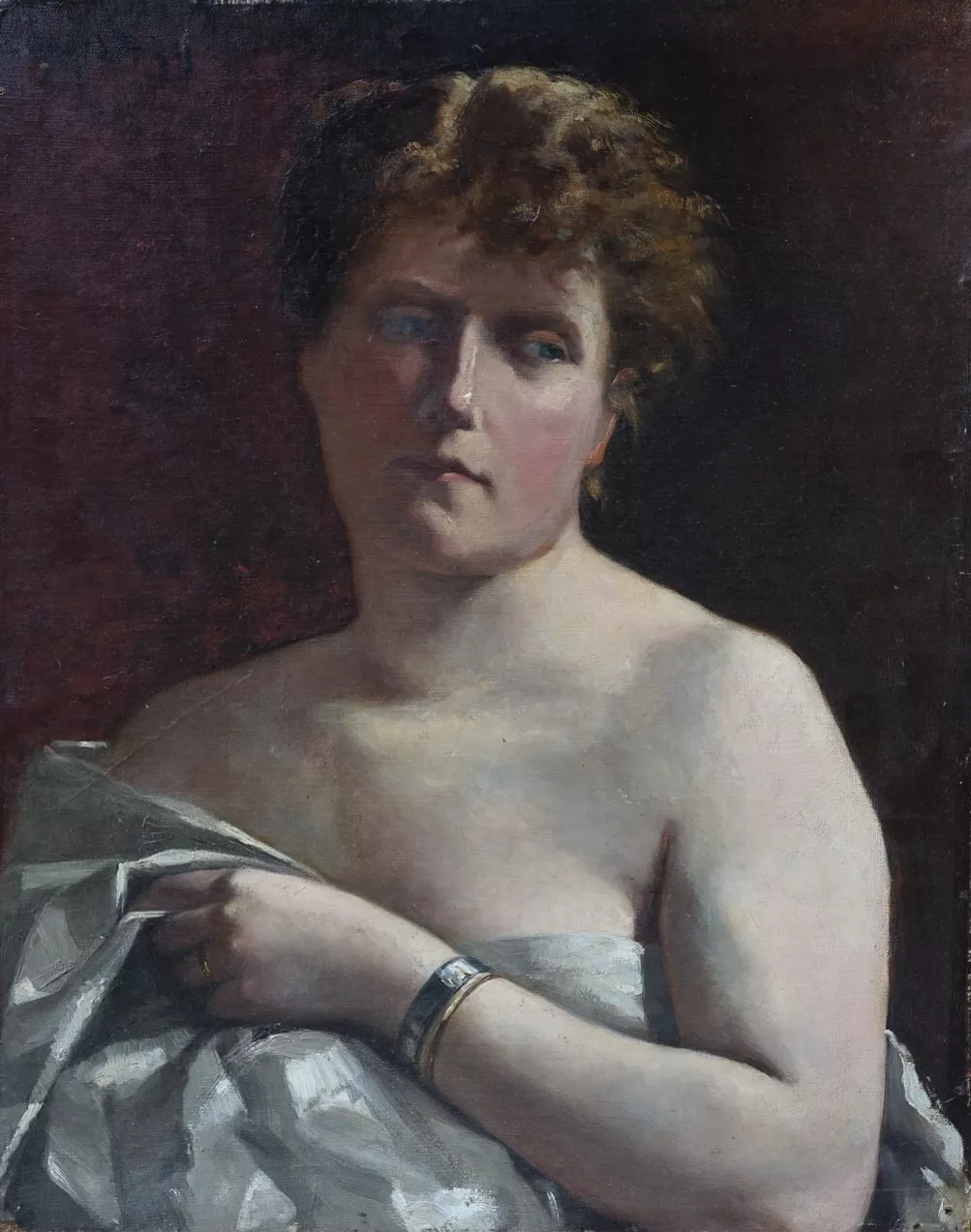
Demi-nu au bracelet, huile sur toile marouflée sur carton, 1879.
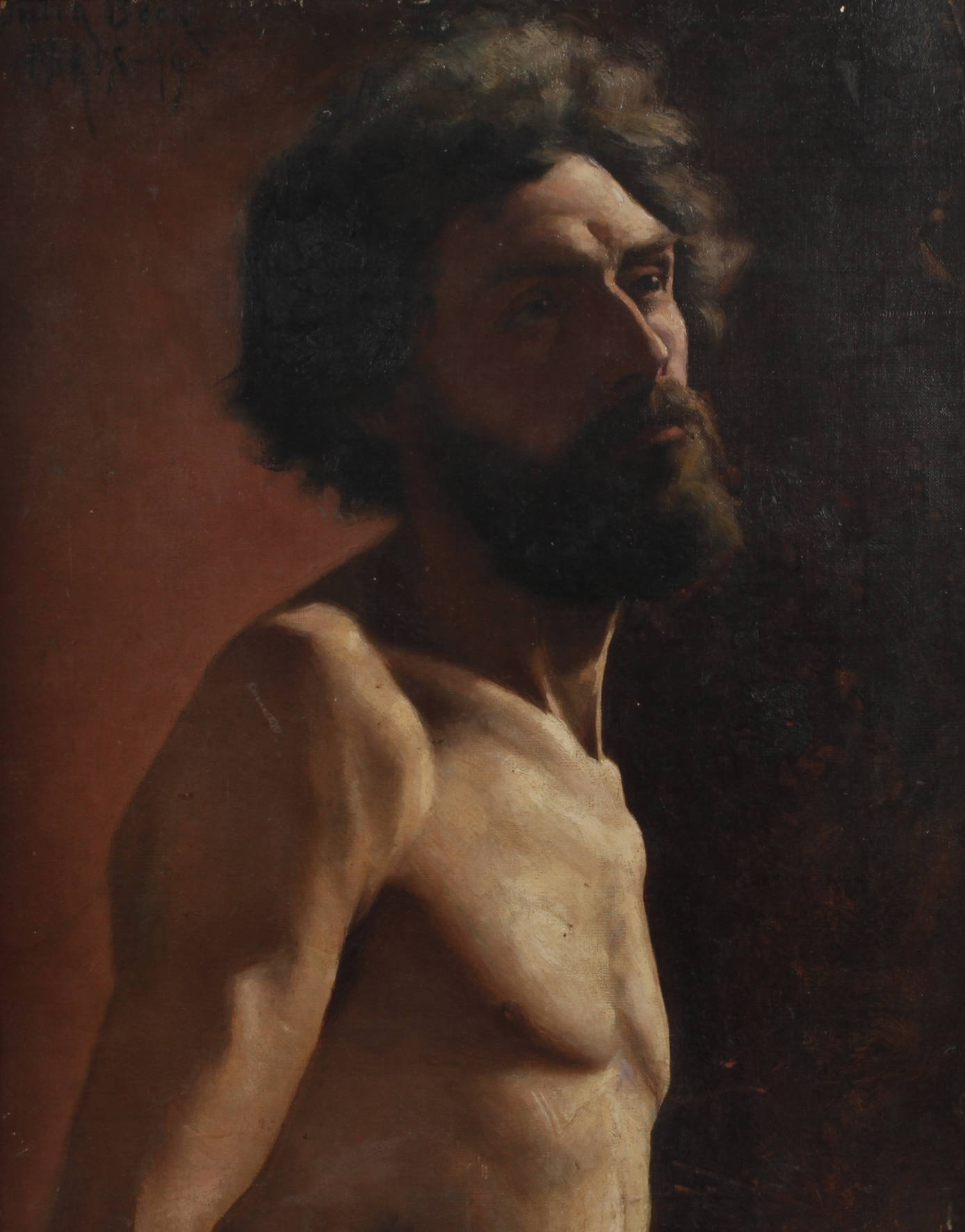
Demi-nu masculin, modèle, 1879.
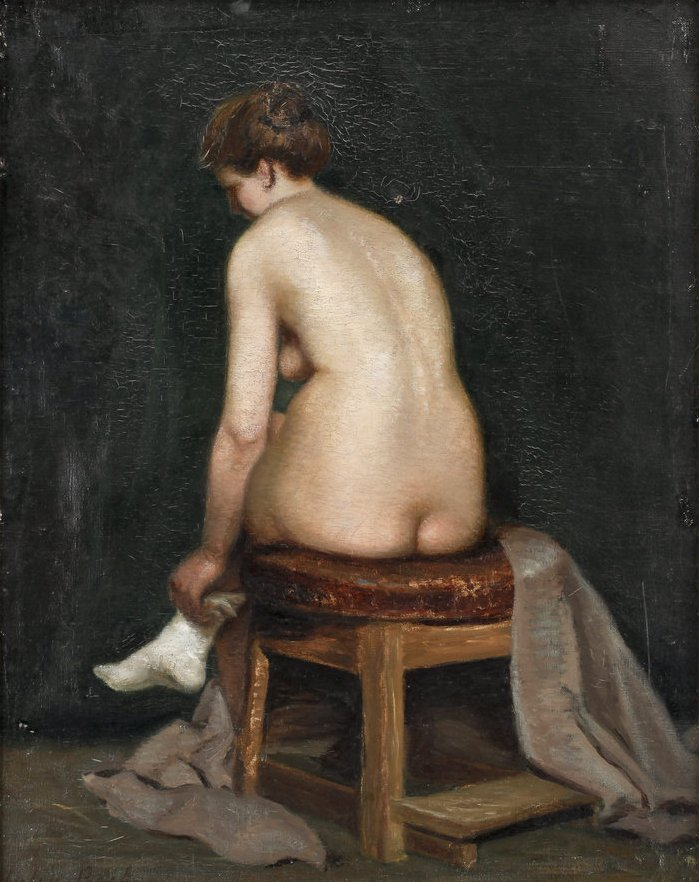
Femme s'habillant, peinture.
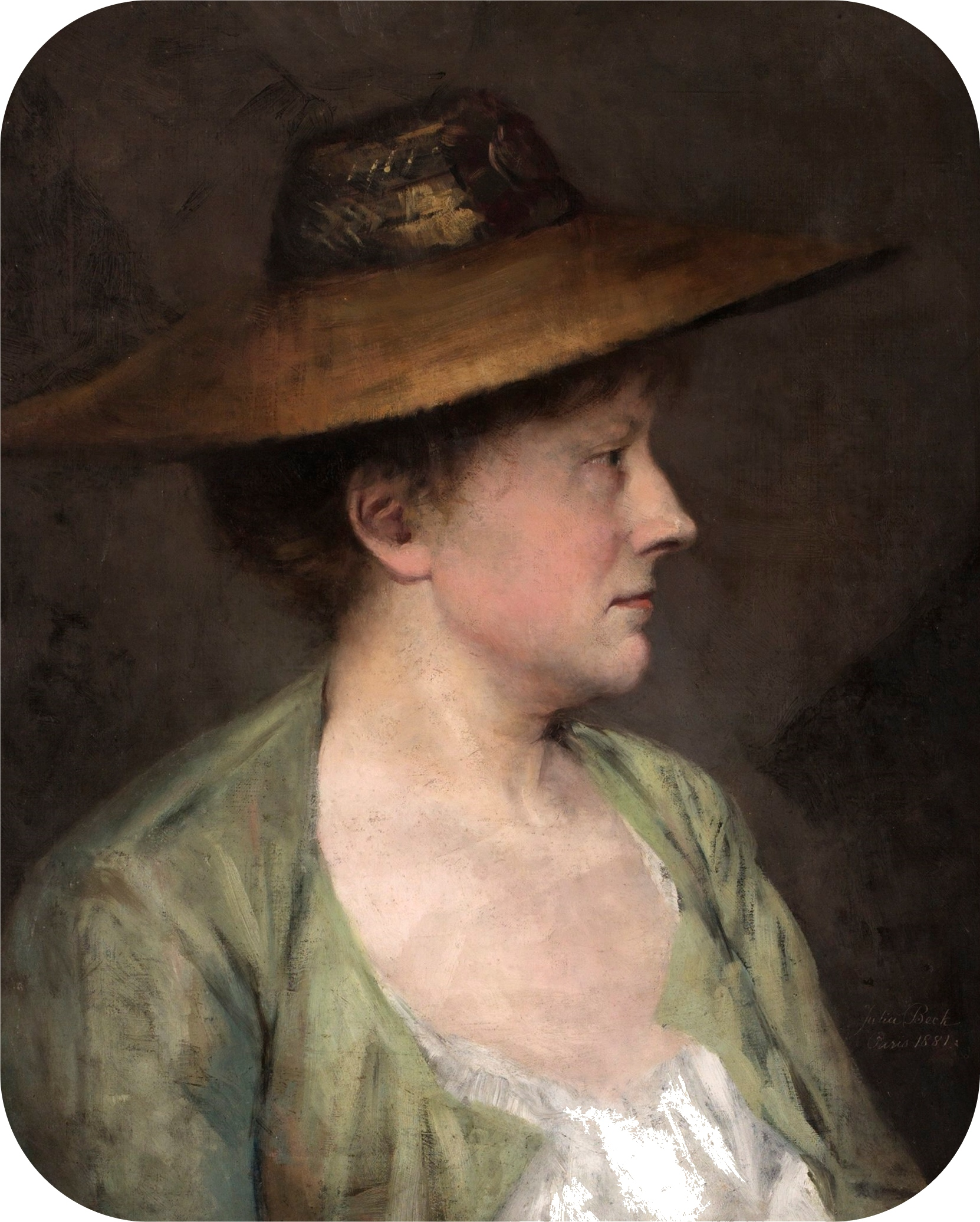
Portrait de Gerda Tirén, huile sur carton, 1881, Nationalmuseum[n 2].
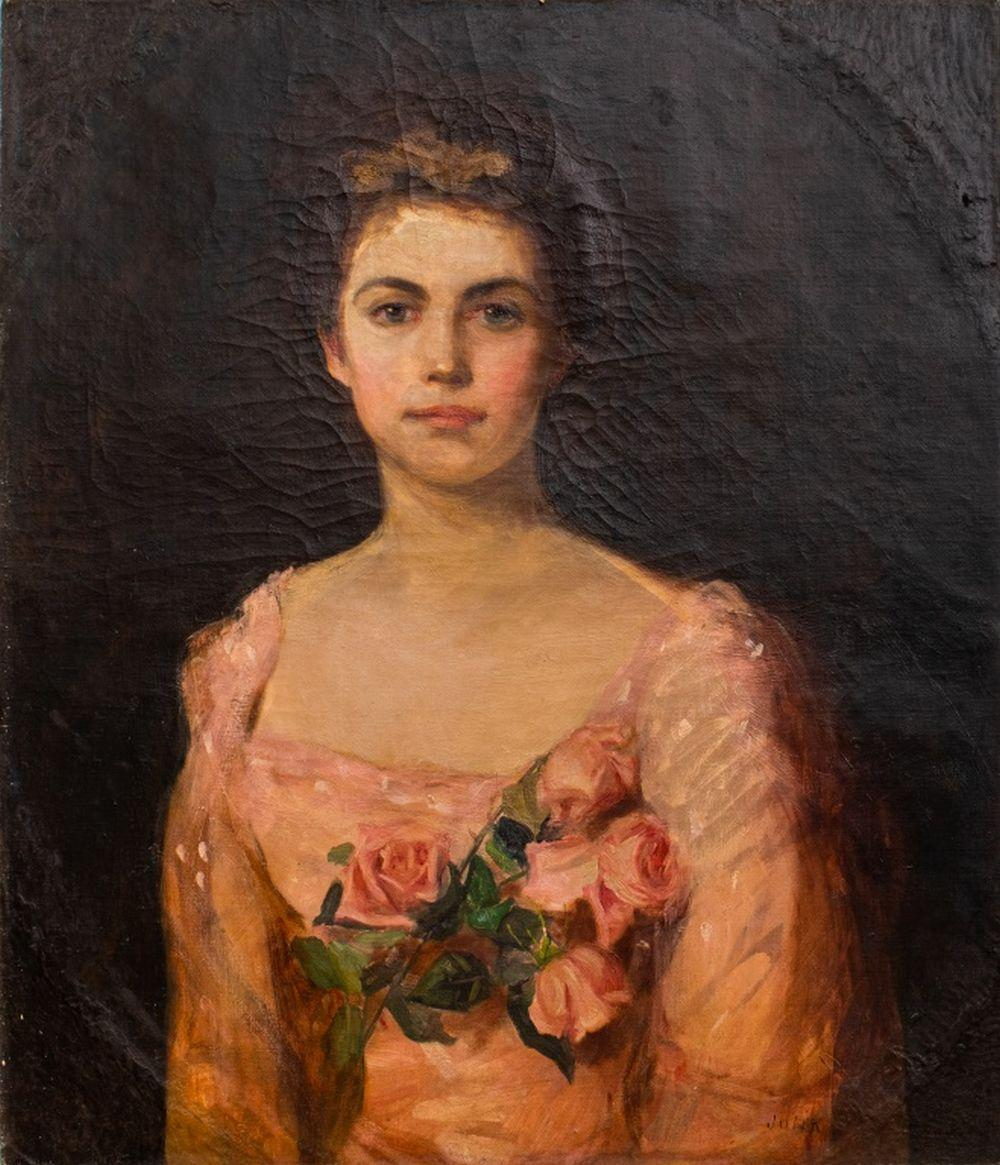
Portrait de jeune femme.
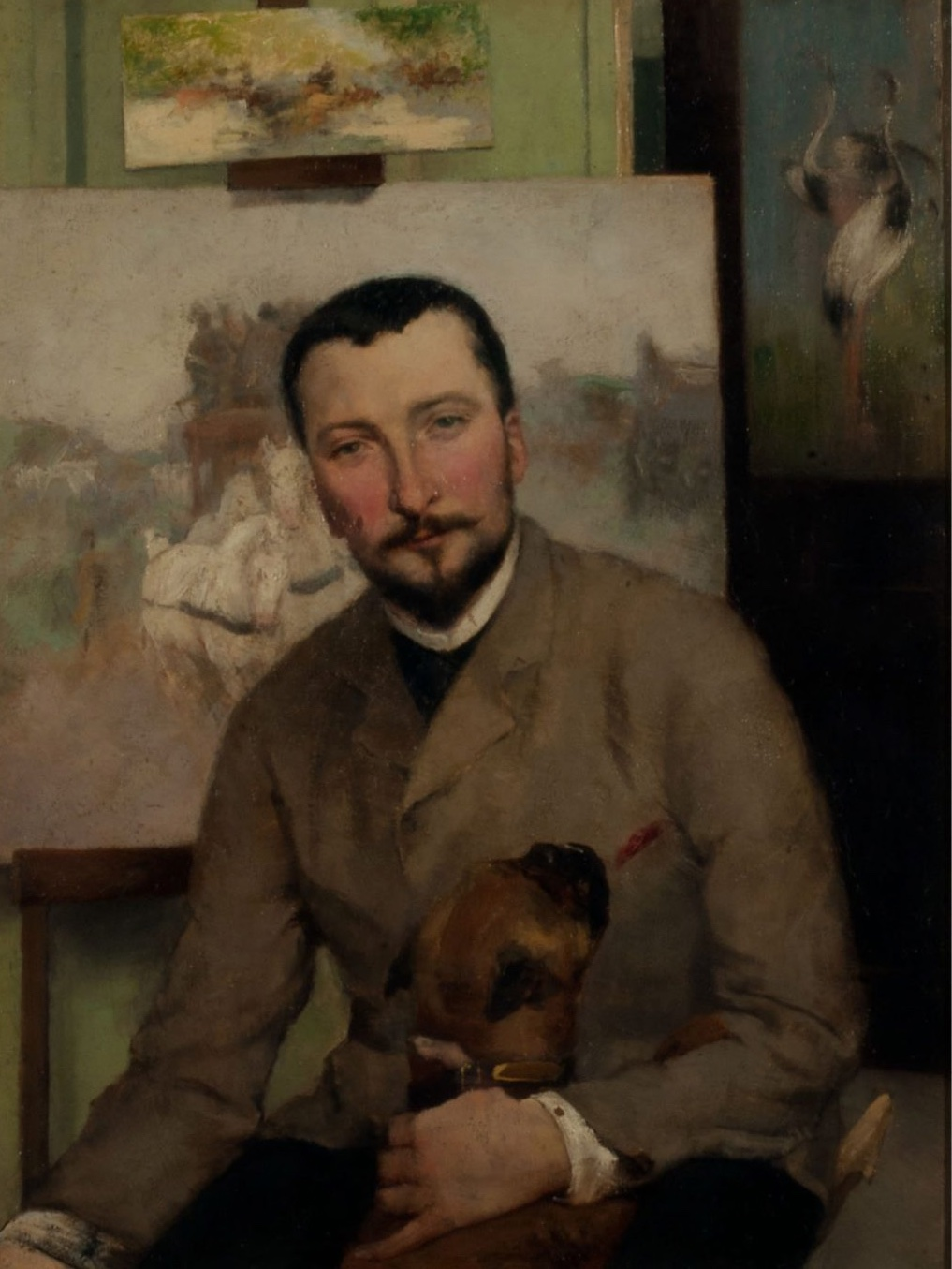
Portrait de Georg Arsenius, huile sur bois d'acajou, vers 1882, Nationalmuseum.
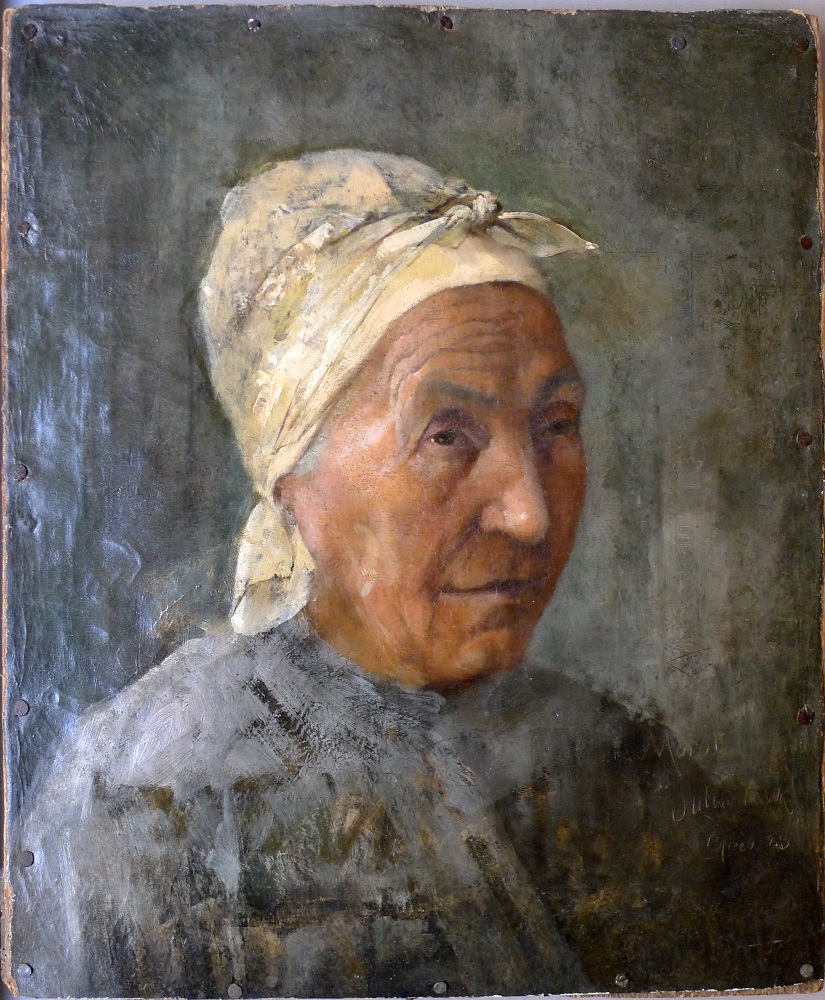
Portrait de la Mère Morot, huile sur toile, 1883[n 3]
Jour d'automne, huile sur toile, 1883, Nationalmuseum.
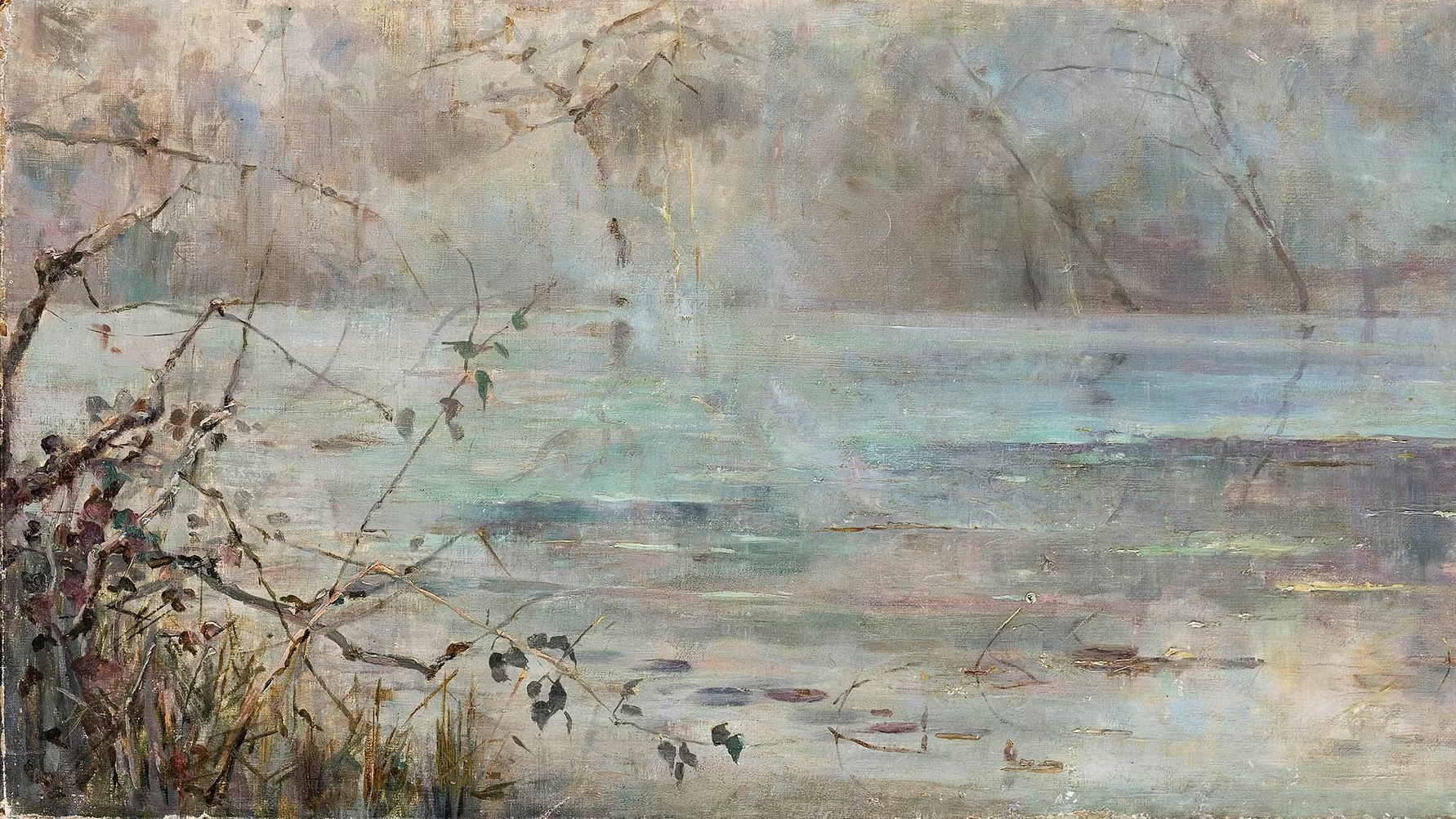
Étang aux nénuphars, huile sur toile.
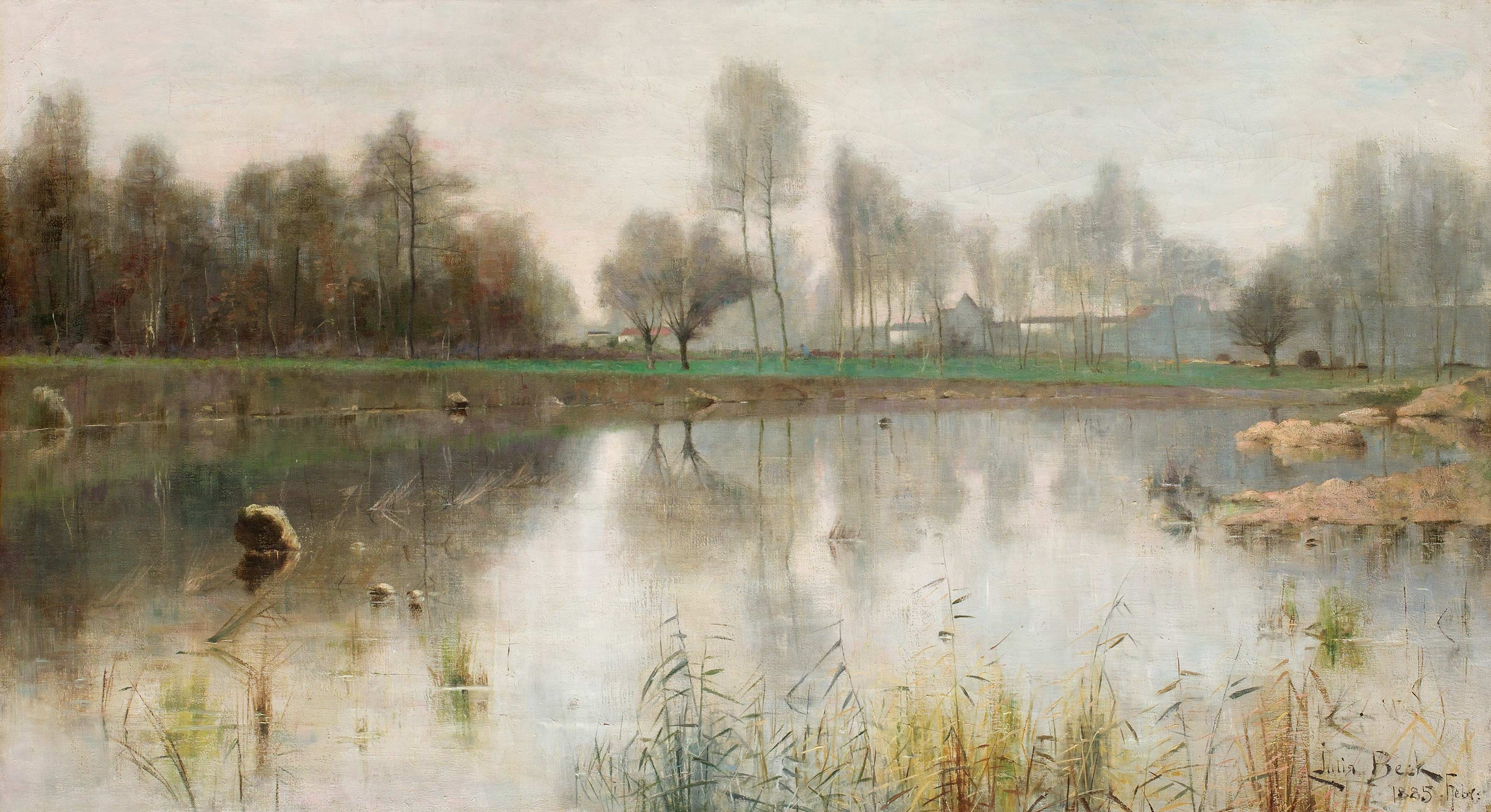
Grez par Nemours (Seine-et-Marne), 1885.
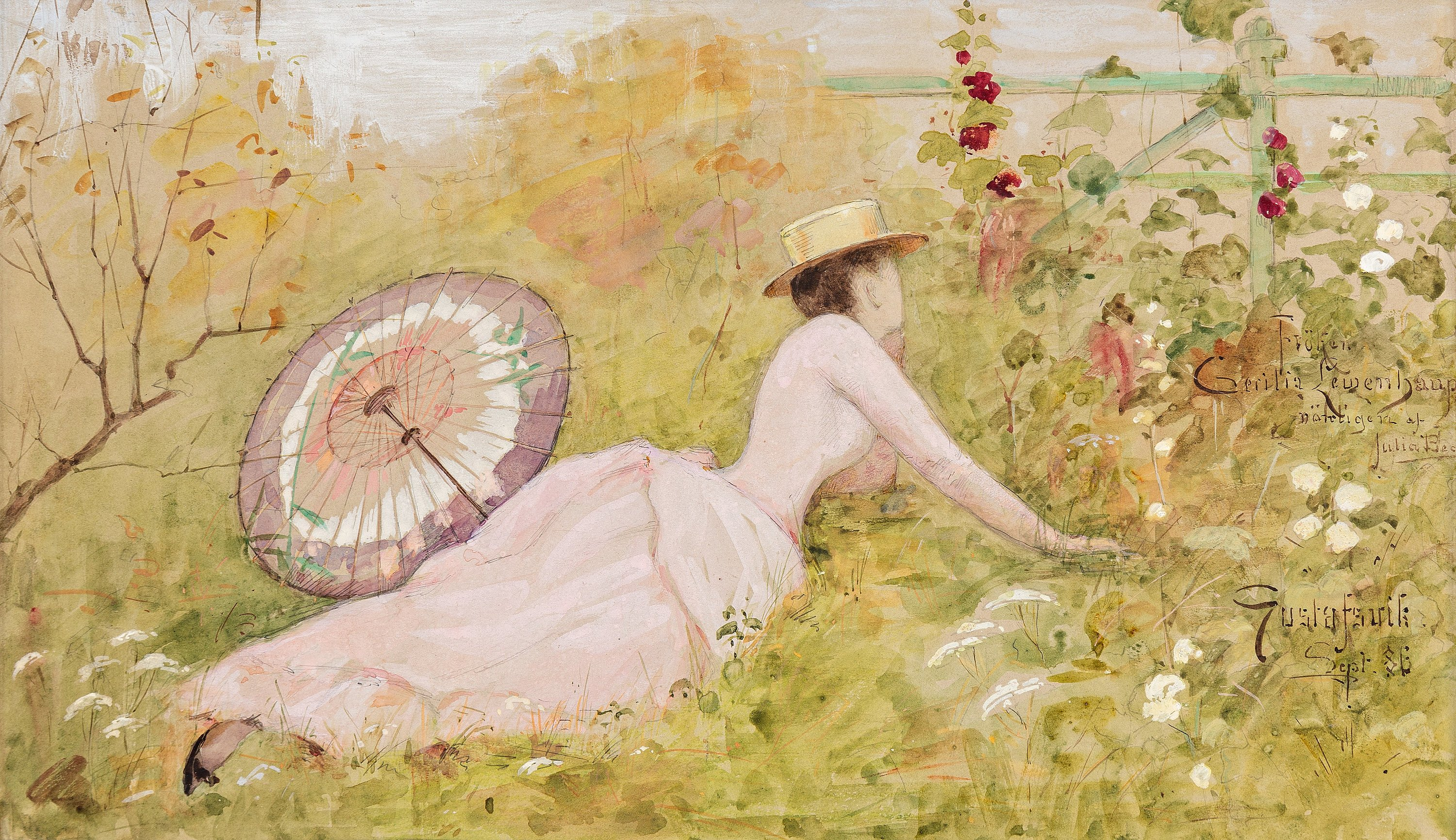
Portrait de Mademoiselle Cecilia Lewenhaupt, 1886[n 4].
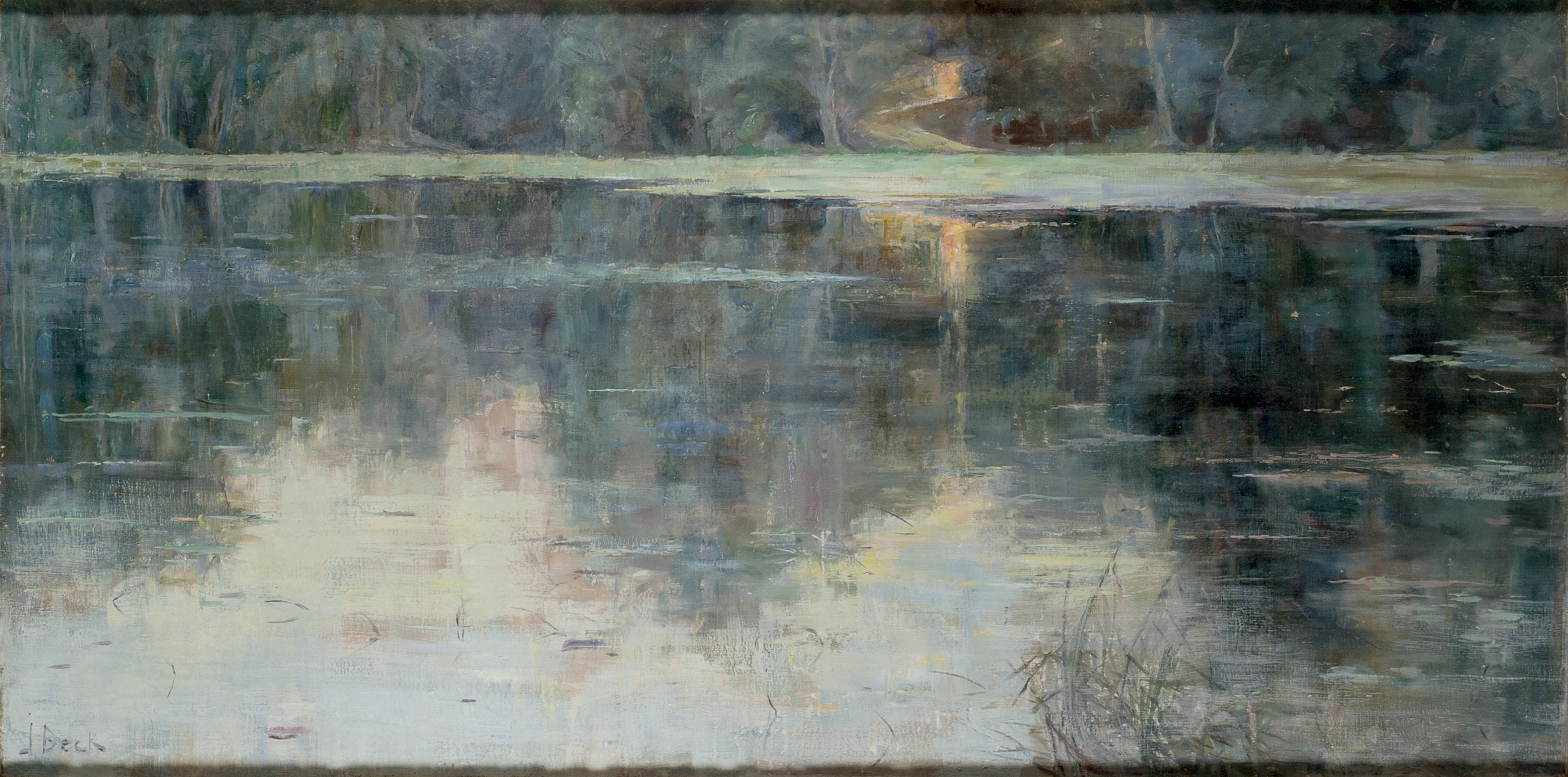
Le dernier rayon de soleil, huile sur toile, 1888, Nationalmuseum.
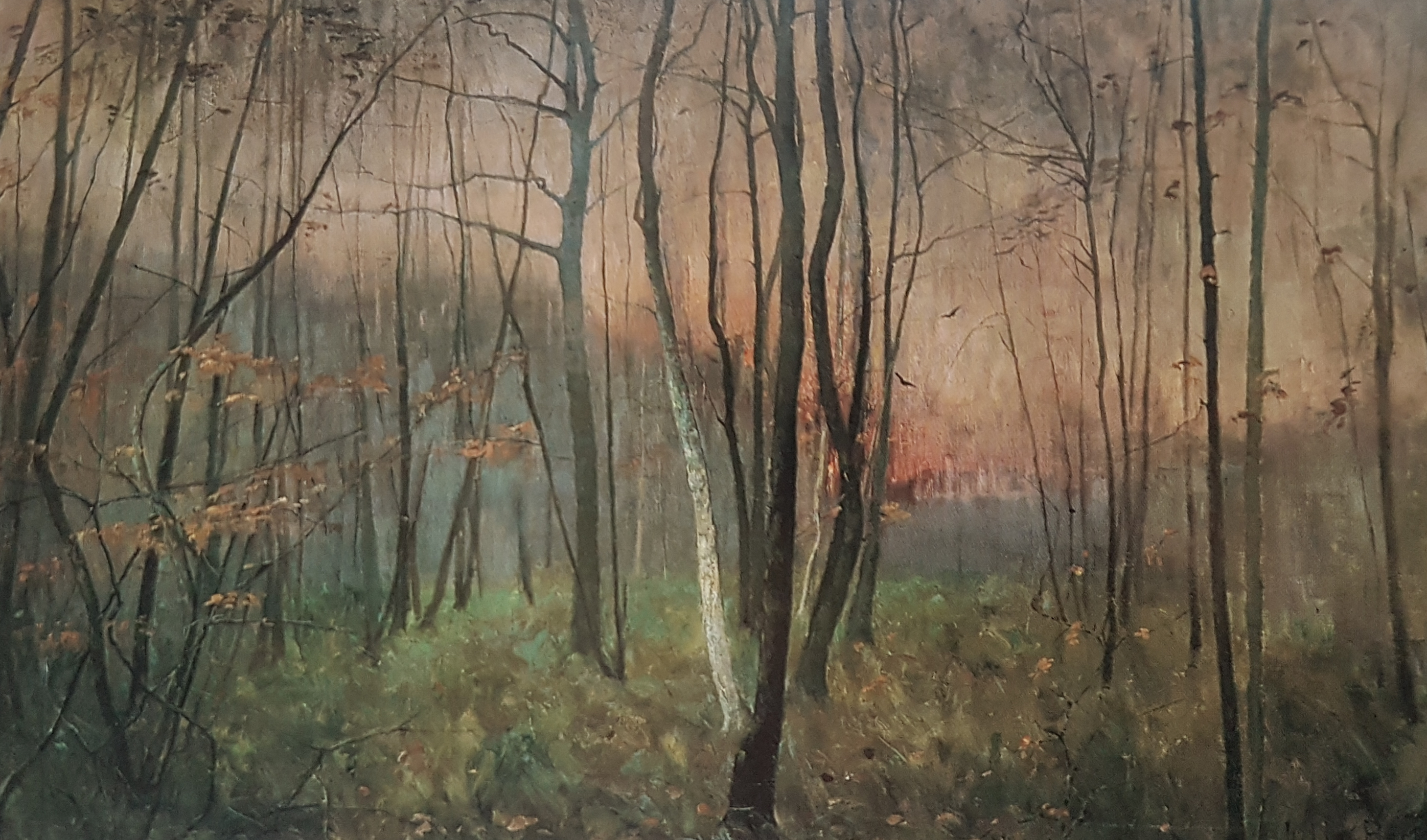
Coucher de soleil.
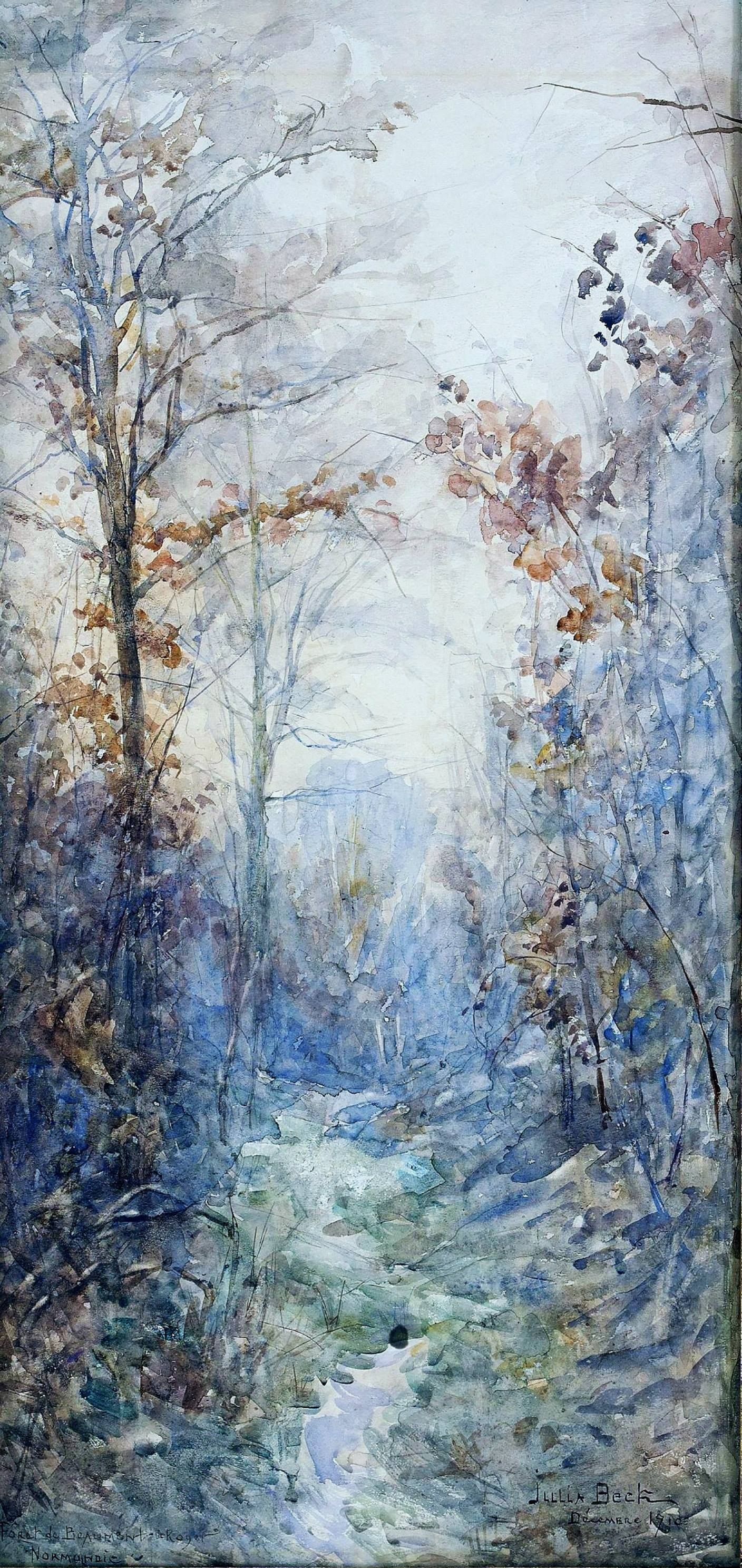
Forêt de Beaumont-le-Roger, Normandie, aquarelle, 1910.
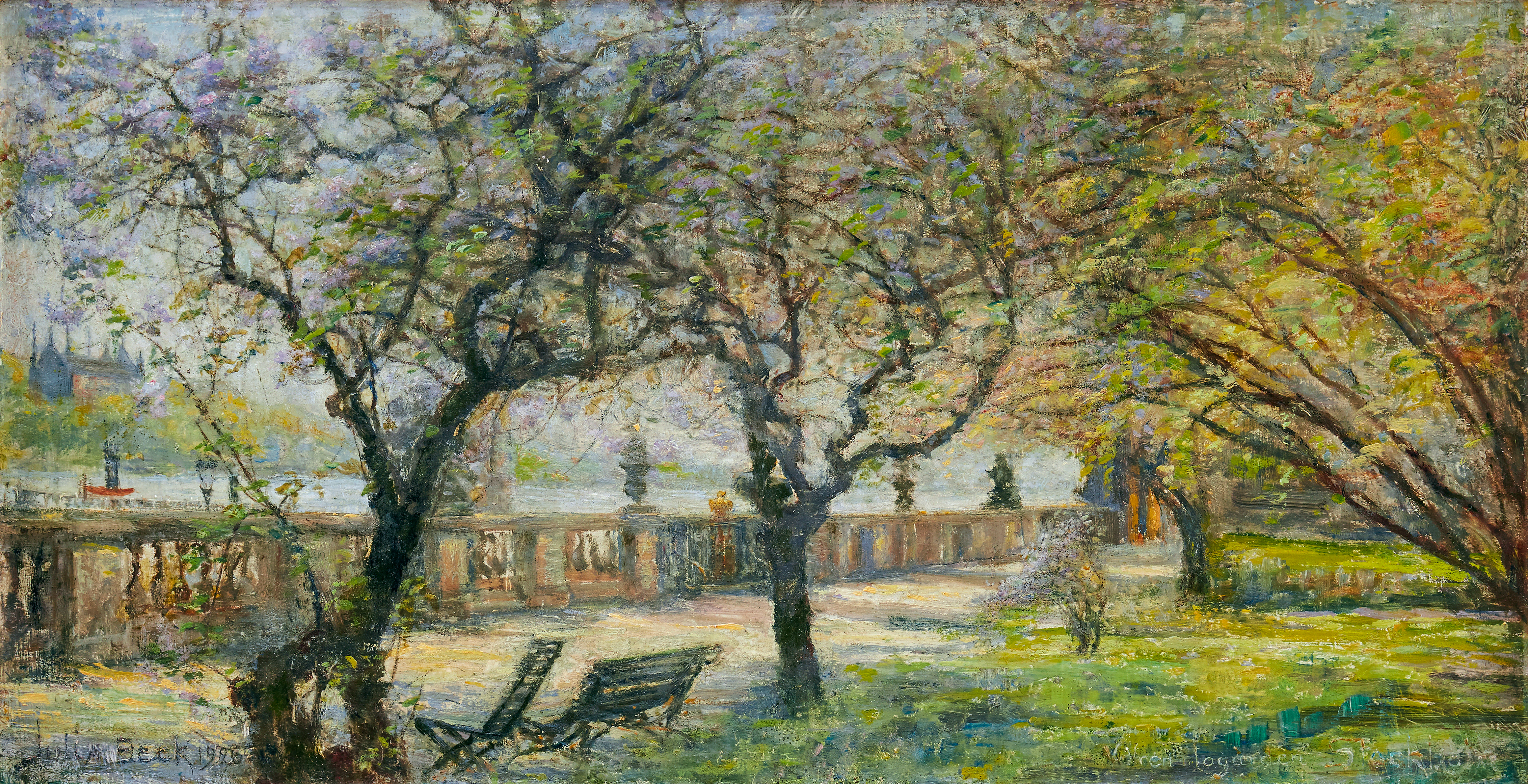
Printemps à Logården, Stockholm, huile sur toile, 1926.

## Fictions
- La vie de Julia Beck à Grez-sur-Loing a inspiré à Philippe Delerm le personnage de la peintre Julia Lundgren, amie des Larsson, dans son roman Sundborn ou les Jours de lumière, Éditions du Rocher, Monaco, 1996[103],[n 5].

## Iconographie

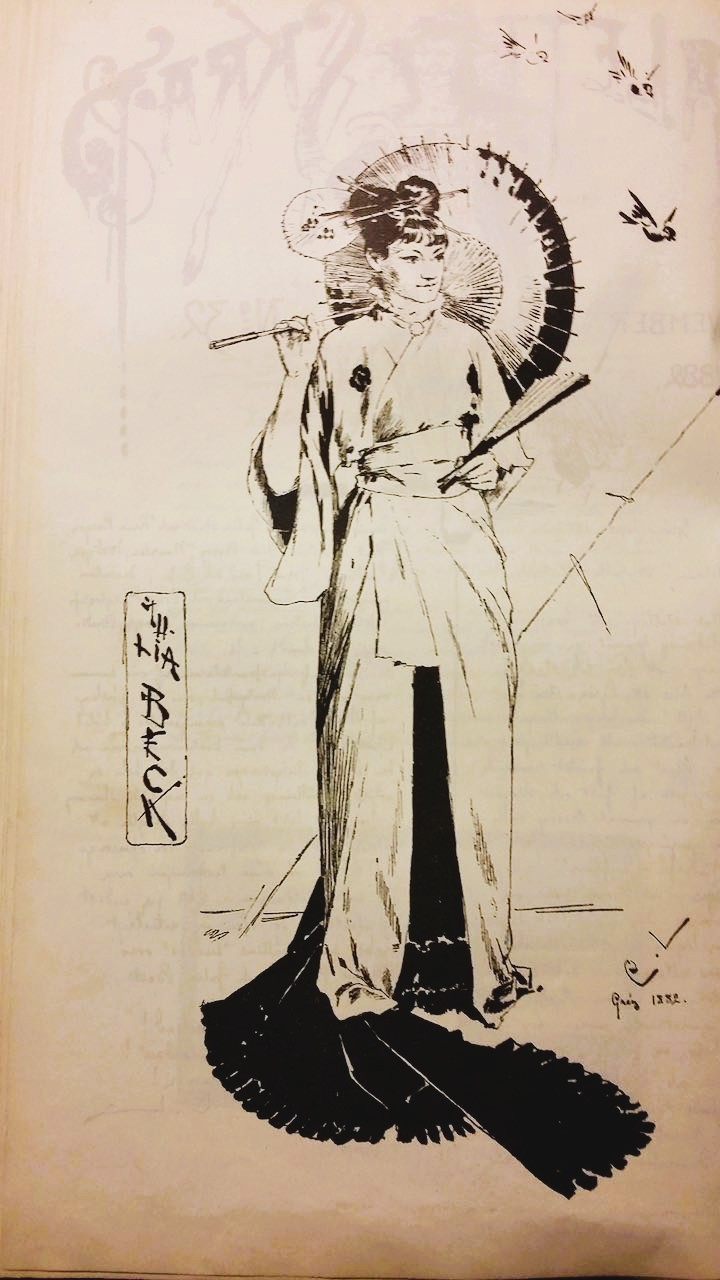
Julia Beck en geisha dans Palett-Skrap par Carl Larsson, novembre 1882.

- Portrait à la japonaise de Julia Beck, habillée en geisha à l'occasion d'un bal costumé à Grez-sur-Loing, par Carl Larsson dans Palett-Skrap no 32 de novembre 1882[104],[105],[106].